# Baugy (Cher)
Baugy is een gemeente in het Franse departement Cher (regio Centre-Val de Loire). De plaats maakt deel uit van het arrondissement Bourges. Baugy werd op 1 januari 2019 uitgebreid met de per die datum opgeheven gemeenten Laverdines en Saligny-le-Vif. De gemeente telde 1.610 inwoners op 1 januari 2022.

## Geografie
De oppervlakte van Baugy bedroeg op 1 januari 2022 47,78 vierkante kilometer; de bevolkingsdichtheid was toen 33,7 inwoners per km².
De onderstaande kaart toont de ligging van Baugy met de belangrijkste infrastructuur en aangrenzende gemeenten.

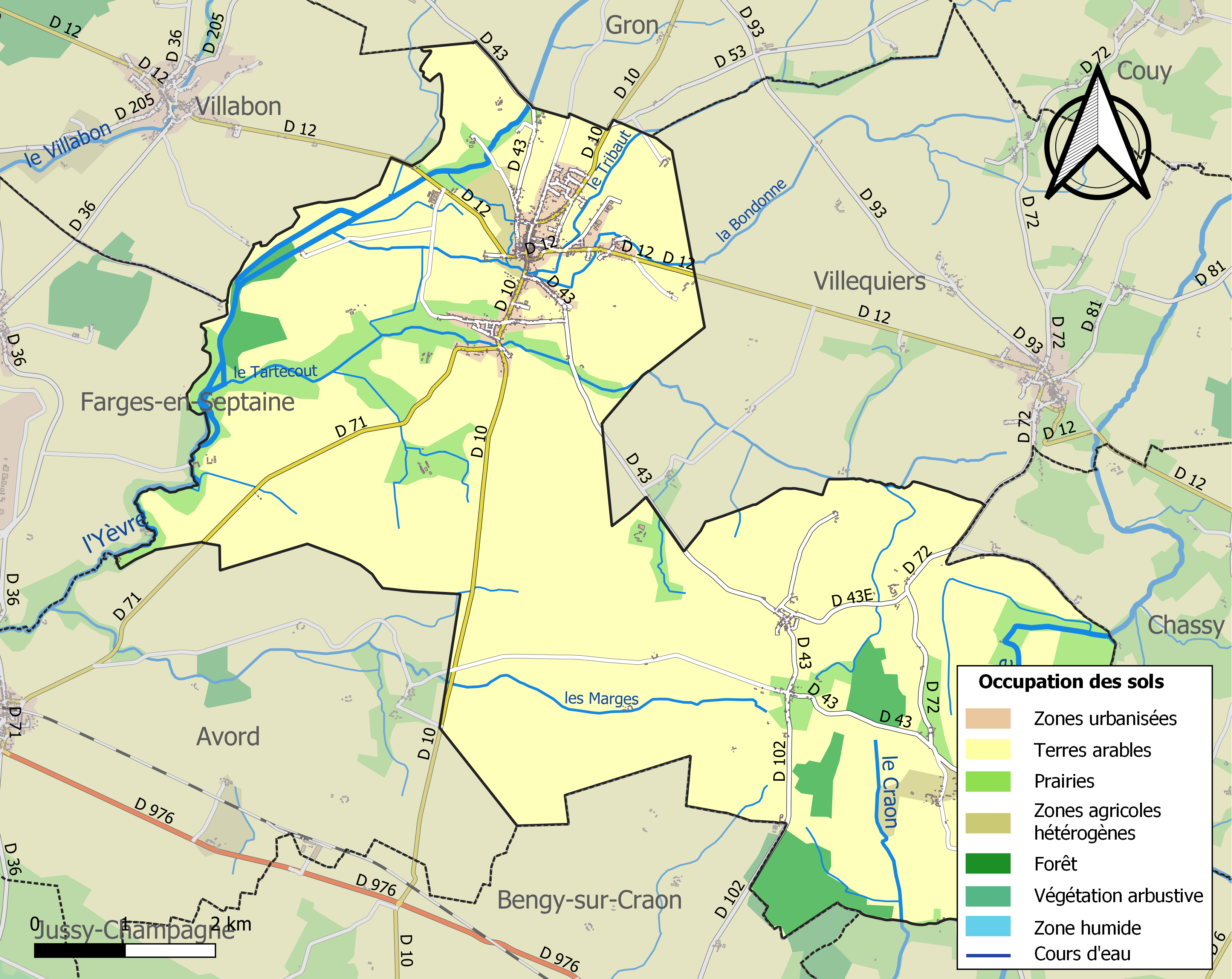

## Demografie
Onderstaande figuur toont het verloop van het inwonertal (bron: INSEE-tellingen).